# Operacja kleszczowa

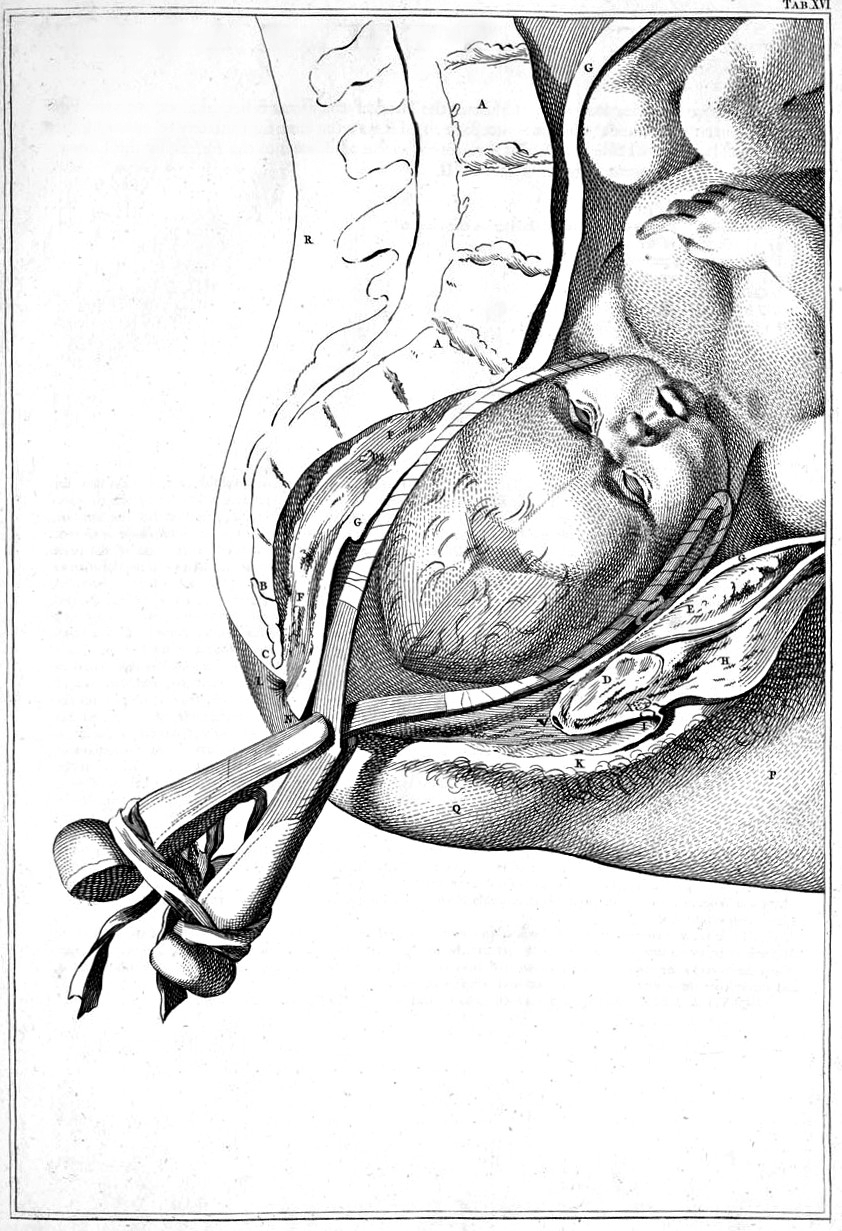
Ilustracja przedstawiająca poród kleszczowy pochodząca z podręcznika Williama Smelliego

Operacje kleszczowe – operacje położnicze mające na celu ukończenie ciąży, wykorzystujące kleszcze położnicze.

## Budowa kleszczy
Wszystkie kleszcze położnicze, niezależnie od typu, składają się z dwóch ramion połączonych zamkiem. Każde ramię składa się z łyżki, umożliwiającej objęcie główki, i jest odpowiednio wygięte, dopasowując się do wygięcia miednicowego. 
Stosowane są następujące typy kleszczy:
- kleszcze Naegelego
- kleszcze Madurowicza (modyfikacja kleszczy Naegelego stosowana w Polsce).

## Technika
Założenie kleszczy na główkę płodu jest kilkuetapowe, a kolejne etapy procedury to:
- prezentacja kleszczy
- wprowadzenie
- zamknięcie
- sprawdzenie
- próbne pociąganie
- pociąganie właściwe (wytoczenie główki płodu).

Łyżki nakłada się jedynie w wymiarze dwuskroniowym. Warunki do nałożenia kleszczy są następujące:
- prawidłowa budowa cieśni i wychodu miednicy
- całkowite rozwarcie kanału szyjki
- główka co najmniej w próżni miednicy, punkt prowadzący poniżej linii międzykolcowej
- główka płodu prawidłowego kształtu i wielkości
- płód żywy
- pęknięty pęcherz płodowy

## Wskazania do operacji kleszczowej
Wskazania do operacji kleszczowej są obecnie mocno ograniczone. American College of Obstetricians and Gynecologists podaje następujące wskazania:
- skrócenie normalnego drugiego okresu porodu
- przedłużony drugi okres porodu
- zagrożenie płodu
- wskazania matczyne
  - choroby serca matki
  - dysfunkcja mięśniowa matki
  - fizyczne wyczerpanie matki

Wskazania do operacji kleszczowej według Troszyńskiego:
- wskazania matczyne:
  - poród przedłużony (I i II okres)
- objawy zagrażającego zakażenia wewnątrzmacicznego
- stan przedrzucawkowy i rzucawka
- choroby matki, zwłaszcza związane z niewydolnością krążeniowo-oddechową
- wskazania płodowe:
  - nieprawidłowy zapis KTG w II okresie porodu
  - zielony płyn owodniowy
  - wypadnięcie pępowiny

## Przeciwwskazania
Przeciwwskazania do operacji kleszczowej:
- niepełne rozwarcie ujść macicy
- nieprawidłowa budowa miednicy
- niektóre ułożenia odgięciowe główki (czołowe, twarzyczkowe ze zwrotem bródki do kości krzyżowej)
- martwy płód

## Historia
Historycznie, jako pierwszy kleszczy do porodu żywego noworodka użył Peter Chamberlen w XVI wieku.